# Фізична акустика
Фізична акустика - розділ акустики, що акумулює фундаментальні знання відносно явищ генерації, розповсюдження та розсіювання хвиль в різних середовищах, взаємодію механічних хвильових збурень з електромагнітними полями. Аналіз характеристик акустичних хвиль використовується для дослідження фізичних властивостей різних матеріалів та вироблення рекомендацій для створення широкої гами приладів неруйнівного контролю. В рамках загального напрямку фізичної акустики за методологією та областями практичного застосування виділяють такі напрямки:
- Ультразвук та інфразвук
- Розповсюдження звуку в атмосфері, океані та в композитних пружно-рідинних середовищах
- Нелінійна акустика
- Біомедичний ультразвук
- Взаємодія звукових хвиль з кристалічною структурою матеріалів
- Взаємодія звуку з електромагнітними хвилями; Сонолюмінесценція
- Коливання та хвилі в матеріалах з п'єзоефектом та в магнітострикційних матеріалах